# Sergej Matveevič Štemenko
Sergej Matveevič Štemenko, in russo Сергей Матвеевич Штеменко? (Urjupinsk, 20 febbraio 1907 – Mosca, 23 aprile 1976), è stato un generale sovietico, Capo di stato maggiore generale delle Forze armate sovietiche dal 1948 al 1952.

## Biografia
Sergei Štemenko nacque in una famiglia contadina nel villaggio di Urjupinsk. Il suo cognome originale era Štemenkov con il suffisso "-ov" come altre persone del luogo, ma dopo la morte del padre, la madre cambiò il cognome del figlio in uno stile ucraino: Štemenko. Štemenko entrò come volontario nell'Armata Rossa nel 1926. Nel 1930 si iscrisse nel Partito Comunista, e si laureò nella scuola antiaerea di Sebastopoli nello stesso anno. Dopo molti anni nell'artiglieria, si spostò nelle forze corazzate, completando i suoi studi nell'accademia di meccanizzazione e motorizzazione nel 1937. Fino al 1938 comandò un reggimento di carri armati, quando fu convocato all'Accademia dello stato maggiore sovietico. Nel tardo agosto del 1939, insieme ad altri cadetti, fu assegnato come ufficiale dello stato maggiore sovietico per la preparazione dell'Invasione sovietica della Polonia, a cui prese parte. Durante la Guerra d'inverno servì come assistente dello stato maggiore sovietico. Dopo essersi immatricolato all'accademia nell'autunno del 1940, Štemenko richiese di essere trasferito ai nuovi corpi corazzati sovietici ma la sua richiesta fu respinta e fu nominato aiutante del generale Mikhail Sharokhin, capo del dipartimento del direttorato delle operazioni.
Nell'agosto del 1941, in seguito all'invasione tedesca dell'Unione Sovietica, Štemenko fu nominato vice di Sharokhin, carica che mantenne fino alla Battaglia di Mosca, quando fu nominato comandante del dipartimento del vicino oriente sovietico. In tale posizione, monitorò le condizioni delle truppe sovietiche stazionate in Iran. Nel giugno del 1942, sostitui Sharokhin a capo del dipartimento. In tale posizione prese parte alla pianificazione delle battaglie in Crimea, nel caucaso e a Stalingrado. Nel maggio del 1943, fu promosso a capo del direttorato delle operazioni, servendo direttamente agli ordini del maresciallo Aleksandr Vasilevskij. Nel novembre dello stesso anno accompagnò Stalin alla Conferenza di Teheran.
Durante il febbraio e il marzo del 1944, servì come rappresentante del 2° fronte baltico allo Stavka durante il tentativo sovietico di rompere l'accerchiamento a Leningrado. Durante la primavera del 1944, passò in rassegna i fronti di combattimento in Bielorussia e coordinò le loro operazioni.
Dopo la resa tedesca, fu uno tra gli organizzatori della parata della vittoria a Mosca. Nell'agosto del 1945, prese parte alla pianificazione della Guerra sovietico-giapponese (1945).
Nell'aprile del 1946 fu promosso a vice-capo dello stato maggiore generale. Nel novembre del 1948, all'età di 41 anni fu nominato a capo dello stato maggiore generale delle Forze armate sovietiche e a vice-ministro della difesa. Ciò nonostante, nel giugno del 1952 fu rimpiazzato dal generale Vasilij Sokolovskij. In seguito fu trasferito al Gruppo di forze sovietiche in Germania. Nel 1953 fu posto in una lista di supposte vittime del Complotto dei medici.. Dopo tale episodio continuo a servire nello stato maggiore generale come vice-capo, e fu nominato membro candidato del comitato centrale del Partito Comunista dell'Unione Sovietica, titolo che mantenne fino al 1956. Nel giugno del 1953 fu rimosso dallo stato maggiore e degradato al rango di Tenente generale, con l'accusa di aver collaborato con Lavrentij Berija. Nel 1956 Georgij Zhukov lo nominò a capo dell'intelligence militare e lo promosse di nuovo al rango di Colonnello generale. Ciò nonostante, cadde di nuovo in disgrazia dopo la rimozione di Zhukov a ministro della difesa, e fu nuovamente degradato al rango di Tenente generale nel 1957. In seguito fu nominato a vice-comandante del Distretto militare del Volga.
In seguito lentamente riconquistò la sua posizione. Nel giugno del 1962 fu nominato capo di stato maggiore delle Forze di terra, e nell'aprile del 1964 divenne capo del dipartimento di organizzazione principale di mobilizzazione dello stato maggiore. Nell'agosto del 1968 fu promosso a capo dello stato maggiore congiunto del Patto di Varsavia sotto il comando del comandante supremo Ivan Jakubovskij, e fu promosso nuovamente al rango di Generale d'armata.
Štemenko morì a Mosca nel 1976. Il 10 febbraio del 1977, alla ricorrenza dei 70 anni dalla sua nascita e 10 mesi dopo la sua morte, l'accademia militare della bandiera rossa di Krasnodar fu ridenominata con il suo nome.